# Liste d'élections en 1855
Chronologie des élections
- 1851
- 1852
- 1853
- 1854
- 1855
- 1856
- 1857
- 1858
- 1859

Cet article recense les élections organisées durant l'année 1855.

## Élections nationales en 1855
| Date                          | État       | Élection ou référendum                    | Contexte | Résultat |
| ----------------------------- | ---------- | ----------------------------------------- | -------- | --- |
| 4 août 1854 - 6 novembre 1855 | États-Unis | Législatives (chambre (en) et sénat (en)) |          | Cette section est vide, insuffisamment détaillée ou incomplète. Votre aide est la bienvenue ! Comment faire ? |
| 1er mai                       | Bolivie    | Générales (es)                            |          | Cette section est vide, insuffisamment détaillée ou incomplète. Votre aide est la bienvenue ! Comment faire ? |
| 5 mai                         | Liberia    | Présidentielle                            |          | Stephen Allen Benson devient président.                                                                       |
| 12 juin                       | Belgique   | Législatives (nl)                         |          | Cette section est vide, insuffisamment détaillée ou incomplète. Votre aide est la bienvenue ! Comment faire ? |
| 3 août                        | Équateur   | Vice-présidentielle (es)                  |          | Cette section est vide, insuffisamment détaillée ou incomplète. Votre aide est la bienvenue ! Comment faire ? |
| décembre                      | Honduras   | Présidentielle (es)                       |          | Cette section est vide, insuffisamment détaillée ou incomplète. Votre aide est la bienvenue ! Comment faire ? |

## Élections en subdivisions nationales en 1855
Cette section concerne les élections législatives dans un État fédéré, une subdivision territoriale ou une colonie d'un État souverain, ainsi que leurs principaux référendums.
| Date                             | Subdivision           | État               | Élection ou référendum | Contexte     | Résultat |
| -------------------------------- | --------------------- | ------------------ | ---------------------- | ------------ | --- |
| 1855                             | Terre-Neuve           | Empire britannique | Générales (en)         | 6e mandature | Cette section est vide, insuffisamment détaillée ou incomplète. Votre aide est la bienvenue ! Comment faire ? |
| 1855                             | Îles Féroé            | Danemark           | Générales (en)         |              | Cette section est vide, insuffisamment détaillée ou incomplète. Votre aide est la bienvenue ! Comment faire ? |
| 14 juin                          | Danemark              | Danemark           | Législatives (en)      |              | Cette section est vide, insuffisamment détaillée ou incomplète. Votre aide est la bienvenue ! Comment faire ? |
| 20 septembre 1855 - 21 septembre | Australie-Méridionale | Empire britannique | Coloniales (en)        |              | Cette section est vide, insuffisamment détaillée ou incomplète. Votre aide est la bienvenue ! Comment faire ? |
| 26 octobre - 28 décembre         | Nouvelle-Zélande      | Empire britannique | Législatives           |              | Cette section est vide, insuffisamment détaillée ou incomplète. Votre aide est la bienvenue ! Comment faire ? |